# Iliada
Iliada (v stari grščini: Ἰλιάς 'Iliás'; omenja se tudi kot Pesem o Ilionu) je ep, napisan v daktilskem heksametru, katerega avtorstvo se tradicionalno pripisuje Homerju. Naslov izhaja iz grškega imena za mesto Troja - Ilion. Dogajanje v epu je izsek iz desetletne vojne med Grki in Trojanci, in sicer zajema 51 dni devetega leta vojne, čas spora med kraljem Agamemnonom in bojevnikom Ahilom. Sestavljen je iz 24 spevov ali 15.693 heksametrov. V slovenščino je Iliado prevedel Anton Sovre. Iliada je skupaj z Odisejo glavni vir za preučevanje grške družbe v obdobju od 12. do 8. stoletja pr. n. št.

## Predzgodba
Na svatbo Ahilovih staršev morske nimfe Tetis in kralja Peleja so povabljeni vsi bogovi, razen boginje prepira, Eride. Ta iz užaljenosti in maščevanja vrže med svate zlato jabolko z napisom »najlepša«. Boginje Hera, Atena in Afrodita se zanj sporečejo, za razsodnika pa izberejo trojanskega princa Parisa. Vsaka ga poskuša na svoj način podkupiti. Hera mu obljubi kraljestva sveta in oblast, Atena modrost in slavo, Afrodita pa najlepšo žensko na svetu in srečo v ljubezni. Paris izbere slednjo in s tem Trojancem nakoplje sovraštvo drugih dveh boginj. Afrodita kasneje svojo obljubo izpolni tako, da Parisu pomaga pri ugrabitvi lepe Helene, žene špartanskega kralja Menelaja. Slednji s svojim bratom, mikenskim kraljem Agamemnonom, zbere ogromno grško vojsko in z njo odrine proti Troji.

## Vsebina
V nagovoru mu pesnik pove, da bo ta pesem govorila o Ahilovi jezi. Prikaže nam vzrok in ozadje te jeze in njegovega spora z Agamemnonom. Hris, trojanski svečenik Apolona, ponuja Grkom bogastvo v zameno za svojo hčer Hriseido, ki je ujetnica grškega voditelja Agamemnona. Čeprav se večina Grkov strinja, ga Agamemnon zavrne. Hris moli k Apolonu za pomoč, ta pa nad grško vojsko pošlje kugo. Po devetih dneh kuge Ahil, vodja Mirmidoncev, skliče skupščino na posvet. Agamemnon pristane na vrnitev Hrizeide, a se odloči, da si bo v zameno vzel Ahilovo ujetnico Briseido. Ahil se v jezi odloči, da se on in njegovi možje ne bodo več borili za Agamemnona, temveč odšli domov. Odisej vrne Hriseido očetu, nakar Apolon konča kugo. Medtem Agamemnonovi sli odpeljejo Briseido, Ahil pa prosi svojo mater Tetis, naj Zevsa prosi, da Grke pripelje do prelomne točke, da bi Agamemnon spoznal, kako zelo Grki potrebujejo Ahila. Mati ga usliši in Zevs pošlje Agamemnonu sanje, v katerih ga nagovarja, naj napade mesto. Agamemnon pa se odloči, da bo najprej preizkusil moralo grških vojakov, zato jim pove, da odhajajo domov. Njegov načrt se izjalovi in samo posredovanje Odiseja, ki ga vodi Atena, ustavi vojake. Ko se vojski približata druga drugi, Paris predlaga dvoboj z Menelajem, da bi končal vojno. Helena na trojanskem obzidju pripoveduje kralju Priamu o grških poveljnikih, vojski pa si prisežeta premirje in obljubita, da bosta spoštovali izid dvoboja. Paris je premagan, a ga reši Afrodita. Trojanci ranijo Menelaja s puščico, k temu pa jih napelje Zevs pod pritiskom Herinega sovraštva do Troje. Bitka se ponovno začne. V boju Diomed ubije mnogo Trojancev, porazi tudi Eneja, ki pa ga reši Afrodita. Diomed boginjo napade in rani, a Apolon ga posvari pred bojevanjem z bogovi. V boj se vključijo številni junaki in poveljniki, med njimi tudi Hektor. Tudi bogovi so razdeljeni, saj nekateri podpirajo Grke, drugi Trojance, zato se neprestano vmešavajo v bitko in skušajo vplivati na njen izid. 
Hektor gre v mesto, spodbuja Parisa, naj se pridruži boju, poslovi se od žene in sina na mestnem obzidju in se ponovno pridruži bitki. Bojuje se z Ajantom, vendar mrak prekine boj in obe strani se umakneta. Grki se strinjajo, da padle vojake zažgejo in zgradijo zid, ki bo varoval njihove ladje in tabor, Trojanci pa se medtem prepirajo o vrnitvi Helene. Paris predlaga, da vrne zaklad, ki ga je vzel, in poleg tega ponudi še več bogastva kot nadomestilo, a Helene noče vrniti. Predlog je zavrnjen. Naslednje jutro Zevs bogovom prepove vmešavanje in bitka se ponovno prične. Trojanci potisnejo Grke nazaj do zidu, saj jim Hera in Atena ne smeta pomagati. Še preden bi Trojanci lahko napadli grški zid, se znoči. Utaborijo se na polju, da bi napadli ob zori. Grki so obupani. Agamemnon prizna svojo napako in pošlje Odiseja, Ajanta in Foiniksa ter dva glasnika k Ahilu. Ponudijo mu Briseido in bogata darila, če bi se le vrnil v boj, Ahil pa jih jezno zavrne, češ da se bo boril le, če bi Trojanci dosegli njegovo ladjo. Odposlanci se vrnejo praznih rok. Naslednje jutro so v neusmiljenem boju Agamemnon, Diomed in Odisej ranjeni. Ahil pošlje ljubljenca Patrokla poizvedovati o grških ranjencih. Patrokla globoko gani Nestorjev govor. Trojanci napadejo grški zid in ga prebijejo, Grki so preplavljeni, Hektor vstopi v tabor. Na obeh straneh je število žrtev veliko. Čeprav trojanski videc Hektorja opozori, naj se umakne in ga svari pred Ahilom, ga ta ne upošteva. Hera zapelje Zevsa in ga uspava, da Pozejdon lahko pomaga Grkom, ki potisnejo Trojance stran od svojega tabora. Ko se Zevs zbudi, je besen zaradi Pozejdonovega posega v bitko. Kljub nejevolji bogov, ki podpirajo Grke, pošlje Zevs Apolona na pomoč Trojancem, ki ponovno prodrejo skozi grški zid in bitka doseže grške ladje. 
Patroklos roti Ahila, naj mu dovoli braniti ladje. Ahil popusti in mu posodi svoj oklep, vendar ga posvari, naj ne preganja Trojancev, da si ne bi lastil njegove slave. Patroklos vodi Mirmidonce v bitko in prispe v trenutku, ko Trojanci zažgejo prve ladje. Patroklos Ahilovemu ukazu navkljub preganja Trojance in doseže trojanska vrata, kjer ga ustavi Apolon, nato pa ga ubije Hektor. Slednji vzame Ahilov oklep, boj pa se nadaljuje okoli padlega Patroklosa. Ko Ahil izve za ljubimčevo smrt, priseže Hektorju maščevanje. Tudi njegova mati Tetis žaluje, saj ve, da je Ahilu usojeno umreti, če ubije Hektorja. Ahil v besu vpije pri grškem zidu in s tem splaši Trojance, medtem pa Grki lahko odnesejo proč Patroklovo truplo. Trojanski videc Hektorja ponovno pozove k umiku v mesto, a ga ta ponovno zavrne in Trojanci taborijo ponoči na prostem . Medtem ko Grki objokujejo Patrokla, Ahilova mati prosi Hefajsta, naj Ahilu oblikuje nov oklep. Zjutraj da Agamemnon Ahilu obljubljena darila, vključno z Briseido, a Ahil je do vsega tega sedaj povsem ravnodušen. Medtem ko Grki jedo, se on posti, priveže si novi oklep in dviguje čudovito sulico. Njegov konj mu napove smrt, a Ahil se kljub temu odpelje v bitko.
Zevs prekliče prepoved bogovom in ti sedaj prosto posredujejo na obeh straneh. Ahil napade silno in jih mnogo pokonča, saj ga ženeta bes in žalost. S trupli polni reko Skamandros, ki jo to razjezi in se sooči z Ahilom, a jo porazi Hefajst. Bogovi se bojujejo drug z drugim. Trojanci bežijo skozi odprta mestna vrata, Ahila pa proč od vrat zvabi Apolon, ki se pretvarja, da je Trojanec. Ko se mu razkrije, so vsi Trojanci na varnem v mestu, razen Hektorja, ki se odloči soočiti z Ahilom, kljub prošnjam svojih staršev Priama in Hekube. Ahil ga preganja okoli mesta, Atena pa ga ukani, da se ustavi, Ahil ga ujame in ubije. Njegovo truplo onečasti. Patroklosov duh obišče Ahila in ga prosi, naj ga pokoplje. Grki priredijo pogrebne igre in Ahil razdeli nagrade. Zevs se odloči, da mora Hektorjevo truplo dobiti njegov oče Priam, ki ga vodi Hermes in tako neopažen pride v grški tabor, kjer roti Ahila, naj mu vrne sinovo truplo. Ahila to gane do solz. Priam odnese Hektorjevo truplo v Trojo, kjer ga pokopljejo.

## Nadaljevanje zgodbe
Trojanski mit se nadaljuje s prihodom Amazonk, ženskega bojevniškega plemena, ki stopi na stran Trojancev. Grki sprva močno izgubljajo, saj Ahil žaluje za Patroklom. Na koncu se odloči in ubije njihovo kraljico. Paris nato ubije Ahila in ta izkrvavi iz edine ranljive točke, pete. Grka Odisej in Ajant se spreta zaradi vodilnega mesta, ki ga ponazarja lastništvo Ahilove bojne opreme. Prisodijo jo Odiseju. Glavni trojanski junak je zdaj Enej, a Trojanci ne morejo premagati Grkov. Parisa ubijejo. Odisej se nato izmisli zvijače - kot darilo in znak premirja Grki Trojancem podarijo lesenega konja. V njem se skrije četa Grkov, ki ponoči zapusti konja, napade mesto ter glavnini vojske, ki je navidezno odplula, odpre mestna vrata. Pred konjem jih svari svečenik Laookont, vendar ga Trojanci ne poslušajo, saj ga bog Pozejdon med govorom umori s kačami. Od trojanskih vojakov se reši le Enej. O njegovih kasnejših doživetjih govori največji rimski ep Eneida, ki ga je napisal Vergil. V njem Enej nastopa kot ustanovitelj Rima.

## Glavne osebe
Grki:
- Agamemnon – Mikenski kralj, voditelj Grkov
- Ahil – voditelj Mirmidoncev, polbožanski heroj
- Odisej – kralj Itake, najbolj premeten grški voditelj
- Ajant – skupaj z Diomedom je takoj za Ahilom po hrabrosti v bitki
- Menelaj – špartanski kralj, Helenin mož in Agamemnonov brat
- Diomed – kralj Argosa
- Patroklos – Ahilova edina prava ljubezen
- Nestor - kralj Pylosa

Trojanci:

Moški:
- Hektor – najljubši sin Priama in najboljši trojanski bojevnik
- Deifob – Hektorjev in Parisov brat
- Paris – Helenin ugrabitelj
- Priam – postarani trojanski kralj
- Enej - trojanski bojevnik

Ženske:
- Hekuba – Priamova žena, mati Hektorja, Kasandre, Parisa in drugih
- Helena – Menelajeva žena
- Andromaha – Hektorjeva žena
- Kasandra – Priamova hči, ki jo je snubil bog Apolon in ji podaril dar prerokovanja, ker pa ga je zavrnilo, jo je preklel in Trojanci njenih opozoril o pogubi ne slišijo in ne upoštevajo
- Briseida – trojanska žena, Ahilova vojna nagrada

## Značilnosti
Nekateri deli Iliade se odlikujejo s posebno dovršenostjo in žlahtnostjo; njihova oblika, umetniški postopki in sredstva, s katerimi učinkujejo, razodevajo pri vseh podobne lastnostni; vsi deli skupaj pa sestavljajo popolno in logično vrsto glavnih dogodkov. To so: Ahilov srd (I. spev), brezuspešni Agamemnonov poskus, da bi se bojeval brez njega (XI.), Patroklova smrt (XVI.), Ahilova sprava z Agamemnonom (začetek XVII. speva) in Hektorjeva smrt (XXII.). Te dele je mogoče pripisati Homerju ali pa vsaj začetniku homeridov. Vse drugo so epizode, ki so jih vstavili ali dodali pozneje. Nekatere so povezane v verigo, večinoma pa združujejo potek dejanja, kakor so si ga zamislili prvi aojdi.